# Colobothea rincona
Colobothea rincona es una especie de escarabajo longicornio del género Colobothea, categorizada en la tribu Colobotheini, de la subfamilia Lamiinae. Fue descrita por Giesbert en 1979.

## Descripción
Mide 11-15 mm de longitud.

## Distribución
Se distribuye por Costa Rica.